# Ingrid Parent
Ingrid Parent es una bibliotecaria canadiense que fue presidenta de la Federación Internacional de Asociaciones de Bibliotecarios y Bibliotecas, IFLA de 2009 a 2011.

## Biografía

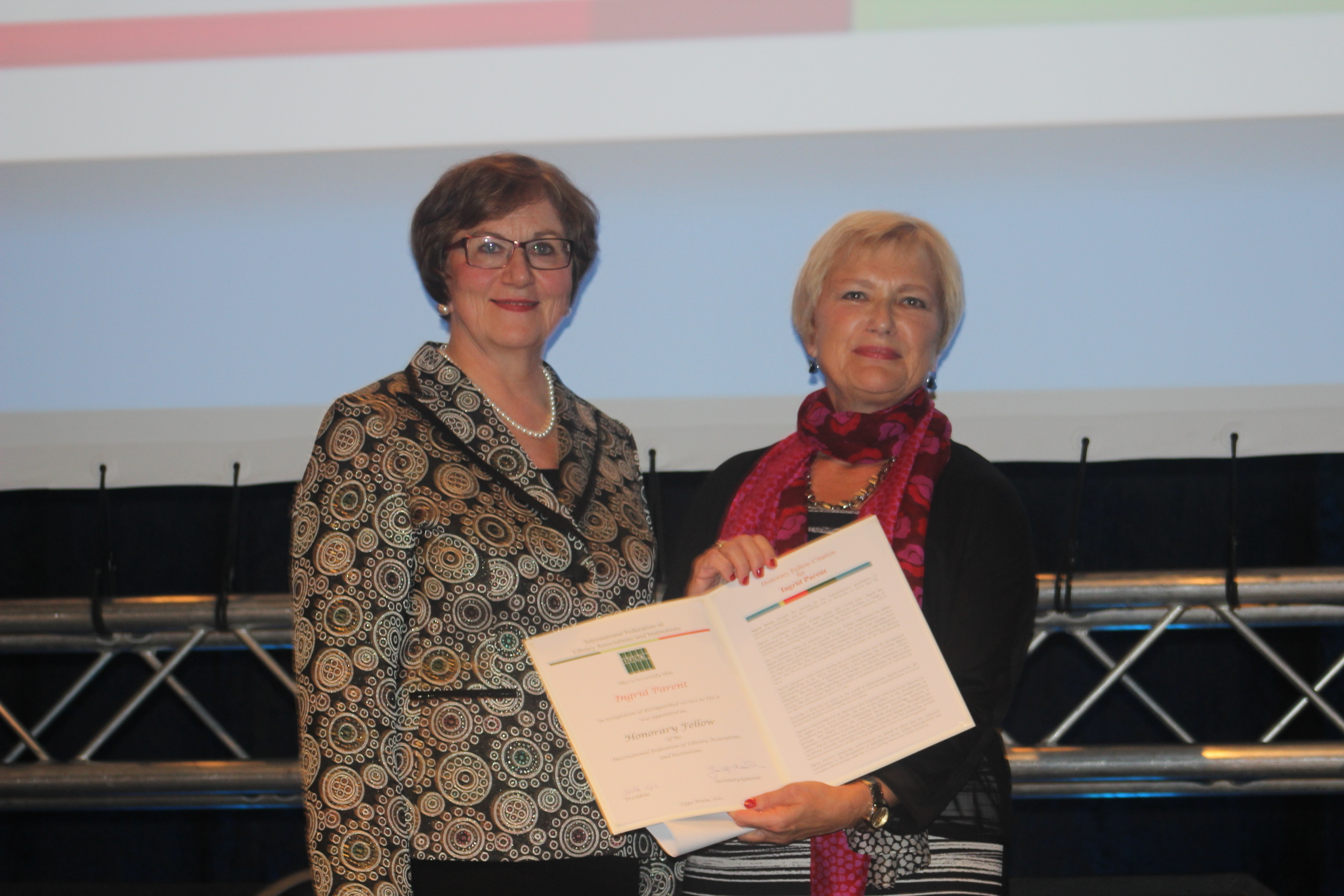
Presidentes de la IFLA Sinikka Sipilä e Ingrid Parent

Ingrid Parent se graduó de la Facultad de Artes de la Universidad de Columbia Británica y recibió una licenciatura en historia con honores en 1970. Al año siguiente obtuvo la licenciatura en ciencias bibliotecarias. Comenzó su carrera en la Biblioteca Nacional de Canadá, donde trabajó en el desarrollo del primer formato MARC canadiense para la creación e intercambio de información bibliográfica.  
De 1975 a 1983, Ingrid Parent trabajó en la biblioteca de la Universidad Laval como líder de equipo y bibliotecaria-analista, que entonces era una especialidad completamente nueva. Estableció uno de los primeros programas cooperativos de catalogación en Canadá, que facilitaría el acceso a la información y el intercambio de información entre las bibliotecas.  
Parent fue bibliotecaria universitaria en la Universidad de Columbia Británica del 1 de julio de 2009 al 30 de junio de 2016. De 1994 a 2004 fue directora general de Adquisiciones y Servicios Bibliográficos en la antigua Biblioteca Nacional de Canadá, entonces se convirtió en la Asistente Adjunta del Ministro de Patrimonio Documental, Biblioteca y Archivos de Canadá, responsable del desarrollo, descripción y preservación del patrimonio documental de Canadá, de 2004 a 2009. Trabajó, entre otras cosas, en el desarrollo de la colección Canadiana, así como en la organización de la información y la implementación de estándares internacionales.
Ayudó en la creación de la Red de Conocimiento de Investigación Canadiense de clase mundial, un proyecto para transformar la infraestructura de información de investigación de la universidad de impresa a electrónica a través de licencias colaborativas de libros y revistas electrónicas.
Parent ha representado a Canadá en la Federación Internacional de Asociaciones de Bibliotecas y Bibliotecas - IFLA. En junio de 2009, la IFLA anunció que Ingrid Parent fue elegida presidenta electa para el período 2009-2011 y presidenta para el período 2011-2012, obteniendo 895 votos, donde el otro candidato obtuvo 844, el mexicano Jesús Lau.
Durante su gestión utilizó el lema "Las bibliotecas – una fuerza catalizadora del cambio". Se focalizó especialmente en los países en desarrollo y en las comunidades indígenas. Ha trabajado estrechamente con la UNESCO, la Unión Internacional de Editores, la Red Internacional ISSN y la Organización Mundial de la Propiedad Intelectual. 
Es la segunda bibliotecaria de la Universidad de UBC que ha tenido una carrera a nivel nacional después de William Kaye Lamb.
Está casada y tiene dos hijos.

## Premios y reconocimientos
En 2009 recibió el Premio al Servicio Excepcional en Investigación Bibliotecaria de la Asociación Canadiense de Bibliotecas de Investigación.
La Universidad de Ottawa le entregó el título de Doctor Honorario en 2011.